# Maartje Theadora
El Maartje Theadora es un arrastrero construido en el año 2000 y que navega bajo bandera alemana. Su puerto base es Rostock.

## Propietario
El buque navega para el armador "Westbank Hochseefischerei GmbH" con sede en Sassnitz, una filial del grupo pesquero holandés "Parlevliet & Van der Plas BV" con sede en Katwijk. El puerto base del barco es Rostock, su número de licencia de pesca es ROS171.

## Características
Con su eslora de 140,80 metros, su manga de 18,68 metros y un desplazamiento de 9 436 toneladas de peso muerto, es el barco pesquero más grande de Europa. El Maartje Theadora funciona con dos motores diesel marino del tipo 9M32 con 4 320 kW cada uno y un máximo de 600 revoluciones por minuto. Estos motores permiten al buque alcanzar una velocidad máxima de alrededor de 18 nudos.
El Maartje Theadora es un arrastrero de hielo, en el que las capturas se procesan directamente en su cubierta de procesado y posteriormente se congelan en los correspondientes sistemas de refrigeración instalados a bordo. Se utiliza principalmente en la pesca con red de arrastre de especies pelágicas.
La tripulación del Maartje Theadora fue acusada reiteradamente de violar las normas legales sobre pesca por parte de las autoridades de varios países, incluido Francia.